# Батов, Александр Иванович
Александр Иванович Батов (1923—1992) — полный кавалер ордена Славы, участник Великой Отечественной войны. Помощник командира разведывательного взвода роты управления 20-й Седлецкой Краснознаменной ордена Суворова танковой бригады (11-й танковый корпус, 1-й Белорусский фронт), старший сержант — на момент представления к награждению орденом Славы 1-й степени.

## Биография
Родился 16 ноября 1923 года в деревне Выдрино (ныне — Берёзки в Некрасовском районе Ярославской области) в семье крестьянина. Русский. Образование неполное среднее. Работал в колхозе бригадиром полеводческой бригады.
В 1942 году был призван в Красную Армию. Воевать начал в стрелковом полку подносчиком боеприпасов в пулемётном отделении. Боевое крещение получил в июле того же года в боях под городом Ржевом. Расчёт, в котором был Батов, принял на себя основной натиск противника. Когда тяжело ранило командира расчёта, Батов сам лёг за гашетки, в упор расстреливая наседавших фашистов. После ожесточённых боёв подо Ржевом часть, потерявшая значительное количество бойцов, была отведена на отдых и доукомплектование и включена в состав 20-й танковой бригады. Батова зачислили в роту управления бригады и направили на учёбу в спецшколу разведчиков. После окончания учёбы ему было присвоено звание младшего сержанта.
В июле 1943 года 20-я танковая бригада была включена в состав 11-го танкового корпуса и срочно переброшена под Курск. 26 июля вместе с частями 8-го гвардейского стрелкового корпуса танкисты перешли в наступление. Младший сержант Батов вместе с другими разведчиками двигался с передовыми подразделениями. В июльско-августовских боях Батов стал опытным разведчиком, участвовал в сложнейших поисках.
В конце августа 11-й танковый корпус был переброшен на Южный фронт, войска которого во взаимодействии с соединениями Юго-Западного фронта развернули наступление за освобождение Донбасса. Во время разведрейда в районе населённого пункта Яблочное, младший сержант Батов грамотно организовал засаду, в результате которой был захвачен пленный, давший ценные сведения. Младший сержант Батов, организатор засады и старший в группе, был удостоен медали «За отвагу».
Летом 1944 года 11-й танковый корпус в составе 8-й гвардейской армии участвовал в Белорусской операции. 18 июля был введён в прорыв и устремился вперёд, обгоняя пехоту. Разведчики, в числе их и отделение младшего сержанта Батова, шли в головных колоннах наступавших.
С 17 по 25 июля 1944 года Батов несколько раз вёл поиск в составе разведывательной группы в тылу противника, участвовал в разведке удобного места для переправы через реку Западный Буг, и форсировании реки. Вскоре Батову было присвоено звание сержанта, и он был назначен помощником командира взвода. Во время рейда на город Парачев, действуя в головном дозоре, сменил раненого командира взвода и успешно руководил подразделением. Разведчики установили расположения артиллерийских и миномётных батарей противника, места сосредоточения живой силы и техники, разминировали мост. Своими действиями обеспечили взятие города основными силами танковой бригады. В районе города Брест (Белоруссия) лично пленил 5 солдат противника.
Приказом от 7 августа 1944 года сержант Батов Александр Иванович был награждён орденом Славы 3-й степени (№ 120534).
В августе 1944 года, после взятия города Седлец (Седльце, Польша), части 11-го танкового корпуса были переброшены к реке Висле, принимали участие в расширении и закреплении Пулавского плацдарма. В начале 1945 года Батову было присвоено звание старший сержант. В январе 1945 года в составе своей бригады он участвовал в Висло-Одерской наступательной операции. Разведчики сражались бок о бок с танкистами.
Весь период боевых действий бригады с 14 по 30 января 1945 года старший сержант Батов умело вёл разведку, добывая ценные сведения о противнике, на основе которых командование принимало правильные решения. Участвовал в освобождении польских городов Зволень, Радом, Лодзь, Томашув, Модлин, Познань и других. За это время он более 30 раз ходил в разведку, лично уничтожил до 40 немецких солдат и офицеров и 18 человек взял в плен. В конце января был представлен к награждению орденом Славы 2-й степени.
Наступление продолжалось. 10 февраля 1945 года в районе города Зберск (Польша) вместе со взводом разведчиков старший сержант Батов в течение двух часов отбивал контратаки противника. Лично сразил 10 немецких солдат. Будучи раненым, поля боя не оставил. За этот бой был представлен к присвоению звания 1-й степени.
Приказом от 8 марта 1945 года старший сержант Батов Александр Иванович был награждён орденом Славы 2-й степени (№ 4615).
После госпиталя вернулся в свою часть. Участвовал в боях на улицах Берлина, штурме Рейхстага. На параде Победы в июне 1945 года старший сержант Батов нёс знамя 20-й Седлецкой Краснознаменной ордена Суворова танковой бригады.
Указом Президиума Верховного Совета СССР от 15 мая 1946 года «за образцовое выполнение заданий командования на завершающем этапе Великой Отечественной войны в боях с немецко-фашистскими захватчиками» старший сержант Батов Александр Иванович награждён орденом Славы 1-й степени (№ 609). Стал полным кавалером ордена Славы.
В марте 1947 году был демобилизован. Вернулся на родину, в родной колхоз, работал счетоводом. Член ВКП(б)/КПСС с 1950 года. В 1957 году был избран председателем колхоза, депутатом Некрасовского районного Совета. Несколько лет Александр Иванович возглавлял Орешковский сельский совет Некрасовского района, с 1965 года заведовал производством Красносельского кирпичного завода, затем был мастером и директором Красносельского крахмало-паточного завода.
Скончался 10 мая 1992 года. Похоронен в с. Красное Ярославского района.

## Награды
- Орден Славы I степени (15 мая 1946)
- Орден Славы II степени (8 марта 1945)
- Орден Славы III степени (7 августа 1944)
- Орден Отечественной войны I степени
- Медали